# Семенов Сергій Вікторович
Сергій Вікторович Семенов (рос. Сергей Викторович Семёнов; нар. 22 серпня 1995, Тула, Росія) — російський борець греко-римського стилю, чемпіон світу, чемпіон та бронзовий призер чемпіонатів Європи, срібний призер Європейських ігор, бронзовий призер Олімпійських ігор 2016 та 2020 років. Член ЦСКА.

## Спортивні результати на міжнародних змаганнях

### Виступи на Олімпіадах
| Змагання                    | Збірна                     | Вагова категорія                  | Місце  |
| --------------------------- | -------------------------- | --------------------------------- | ------ |
| Літні Олімпійські ігри 2016 | Росія                      | греко-римська боротьба, до 130 кг | Бронза |
| Літні Олімпійські ігри 2020 | Олімпійський комітет Росії | греко-римська боротьба, до 130 кг | Бронза |

Відібраний як «нейтральний» спортсмен для участі в Олімпіаді 2024 року в Парижі, однак має членство в ЦСКА, що заборонено правилами. Однак у часті в паризькій Олімпіаді так і не взяв.

### Виступи на Чемпіонатах світу
| Змагання                        | Збірна | Вагова категорія                  | Місце  |
| ------------------------------- | ------ | --------------------------------- | ------ |
| Чемпіонат світу з боротьби 2018 | Росія  | греко-римська боротьба, до 130 кг | Золото |
| Чемпіонат світу з боротьби 2019 | Росія  | греко-римська боротьба, до 130 кг | 17     |

### Виступи на Чемпіонатах Європи
| Змагання                         | Збірна                     | Вагова категорія                  | Місце  |
| -------------------------------- | -------------------------- | --------------------------------- | ------ |
| Чемпіонат Європи з боротьби 2019 | Росія                      | греко-римська боротьба, до 130 кг | Бронза |
| Чемпіонат Європи з боротьби 2024 | Допущені нейтральні атлети | греко-римська боротьба, до 130 кг | Золото |

### Виступи на Європейських іграх
| Змагання              | Збірна | Вагова категорія                  | Місце  |
| --------------------- | ------ | --------------------------------- | ------ |
| Європейські ігри 2015 | Росія  | греко-римська боротьба, до 130 кг | 7      |
| Європейські ігри 2019 | Росія  | греко-римська боротьба, до 130 кг | Срібло |

### Виступи на Кубках світу
| Змагання                    | Збірна | Вагова категорія                  | Місце  |
| --------------------------- | ------ | --------------------------------- | ------ |
| Кубок світу з боротьби 2015 | Росія  | греко-римська боротьба, до 130 кг | Срібло |
| Кубок світу з боротьби 2016 | Росія  | греко-римська боротьба, до 130 кг | Срібло |
| Кубок світу з боротьби 2017 | Росія  | греко-римська боротьба, до 130 кг | Золото |
| Кубок світу з боротьби 2020 | Росія  | греко-римська боротьба, до 130 кг | Золото |

### Виступи на інших змаганнях
| Змагання                                                       | Збірна                     | Вагова категорія                  | Місце  |
| -------------------------------------------------------------- | -------------------------- | --------------------------------- | ------ |
| Кубок Хапаранди з боротьби 2013                                | Росія                      | греко-римська боротьба, до 120 кг | Бронза |
| Кубок Алроси 2015                                              | Росія                      | греко-римська боротьба, до 130 кг | Золото |
| Меморіал Олега Караваєва 2015                                  | Росія                      | греко-римська боротьба, до 130 кг | Золото |
| Турнір Івана Піддубного 2016                                   | Росія                      | греко-римська боротьба, до 130 кг | Бронза |
| Чемпіонат Росії з боротьби 2016                                | Росія                      | греко-римська боротьба, до 130 кг | Золото |
| Гран-прі Іспанії з боротьби 2016                               | Росія                      | греко-римська боротьба, до 130 кг | Срібло |
| Кубок Алроси 2016                                              | Росія                      | команда                           | Золото |
| Кубок Європейських націй з боротьби 2016                       | Росія                      | команда                           | Золото |
| Турнір Івана Піддубного 2017                                   | Росія                      | греко-римська боротьба, до 130 кг | Золото |
| Чемпіонат Росії з боротьби 2017                                | Росія                      | греко-римська боротьба, до 130 кг | Золото |
| Турнір Івана Піддубного 2018                                   | Росія                      | греко-римська боротьба, до 130 кг | Золото |
| Турнір Г. Картозія і В. Балавадзе 2018                         | Росія                      | греко-римська боротьба, до 130 кг | Срібло |
| Чемпіонат Росії з боротьби 2018                                | Росія                      | греко-римська боротьба, до 130 кг | Золото |
| Міжнародний турнір Любомира Івановича-Гедзи 2018               | Росія                      | греко-римська боротьба, до 130 кг | Золото |
| Клубний чемпіонат світу з боротьби 2018                        | Росія                      | команда                           | Золото |
| Кубок Росії 2020                                               | Росія                      | греко-римська боротьба, до 130 кг | Золото |
| Чемпіонат Росії з боротьби 2021                                | Росія                      | греко-римська боротьба, до 130 кг | Золото |
| Олімпійський кваліфікаційний турнір з боротьби 2020 (Будапешт) | Росія                      | греко-римська боротьба, до 130 кг | Золото |
| Кубок Алроси-Гран-прі Москви 2021                              | Росія                      | греко-римська боротьба, до 130 кг | Золото |
| Олімпійський кваліфікаційний турнір з боротьби 2024 (Баку)     | Допущені нейтральні атлети | греко-римська боротьба, до 130 кг | Золото |
| Міжнародний турнір Любомира Івановича-Гедзи 2024               | Допущені нейтральні атлети | греко-римська боротьба, до 130 кг | Золото |

### Виступи на змаганнях молодших вікових груп
| Змагання                                       | Збірна | Вагова категорія                  | Місце  |
| ---------------------------------------------- | ------ | --------------------------------- | ------ |
| Чемпіонат Європи з боротьби серед кадетів 2012 | Росія  | греко-римська боротьба, до 100 кг | Золото |
| Чемпіонат світу з боротьби серед кадетів 2012  | Росія  | греко-римська боротьба, до 100 кг | 12     |
| Чемпіонат Європи з боротьби серед юніорів 2013 | Росія  | греко-римська боротьба, до 120 кг | Бронза |
| Чемпіонат світу з боротьби серед юніорів 2013  | Росія  | греко-римська боротьба, до 120 кг | Золото |
| Чемпіонат Європи з боротьби серед юніорів 2014 | Росія  | греко-римська боротьба, до 120 кг | Бронза |
| Чемпіонат світу з боротьби серед юніорів 2014  | Росія  | греко-римська боротьба, до 120 кг | Золото |
| Чемпіонат світу з боротьби серед юніорів 2015  | Росія  | греко-римська боротьба, до 120 кг | Срібло |
| Чемпіонат Європи з боротьби до 23 років 2015   | Росія  | греко-римська боротьба, до 130 кг | Золото |
| Чемпіонат світу з боротьби до 23 років 2017    | Росія  | греко-римська боротьба, до 130 кг | Золото |

## Державні нагороди
- Медаль ордена «За заслуги перед Вітчизною» I ступеня (11 серпня 2021 року) — за великий внесок у розвиток вітчизняного спорту, високі спортивні досягнення, волю до перемоги і цілеспрямованість, виявлені на Іграх ХХХІІ Олімпіади 2020 року в місті Токіо (Японія) [2].
- Медаль ордена «За заслуги перед Вітчизною» II ступеня (25 серпня 2016 року) — за високі спортивні досягнення на Іграх XXXI Олімпіади 2016 року в місті Ріо-де-Жанейро (Бразилія), виявлені волю до перемоги та цілеспрямованість[3].